# Barre (athlétisme)
Pour les articles homonymes, voir Barre.

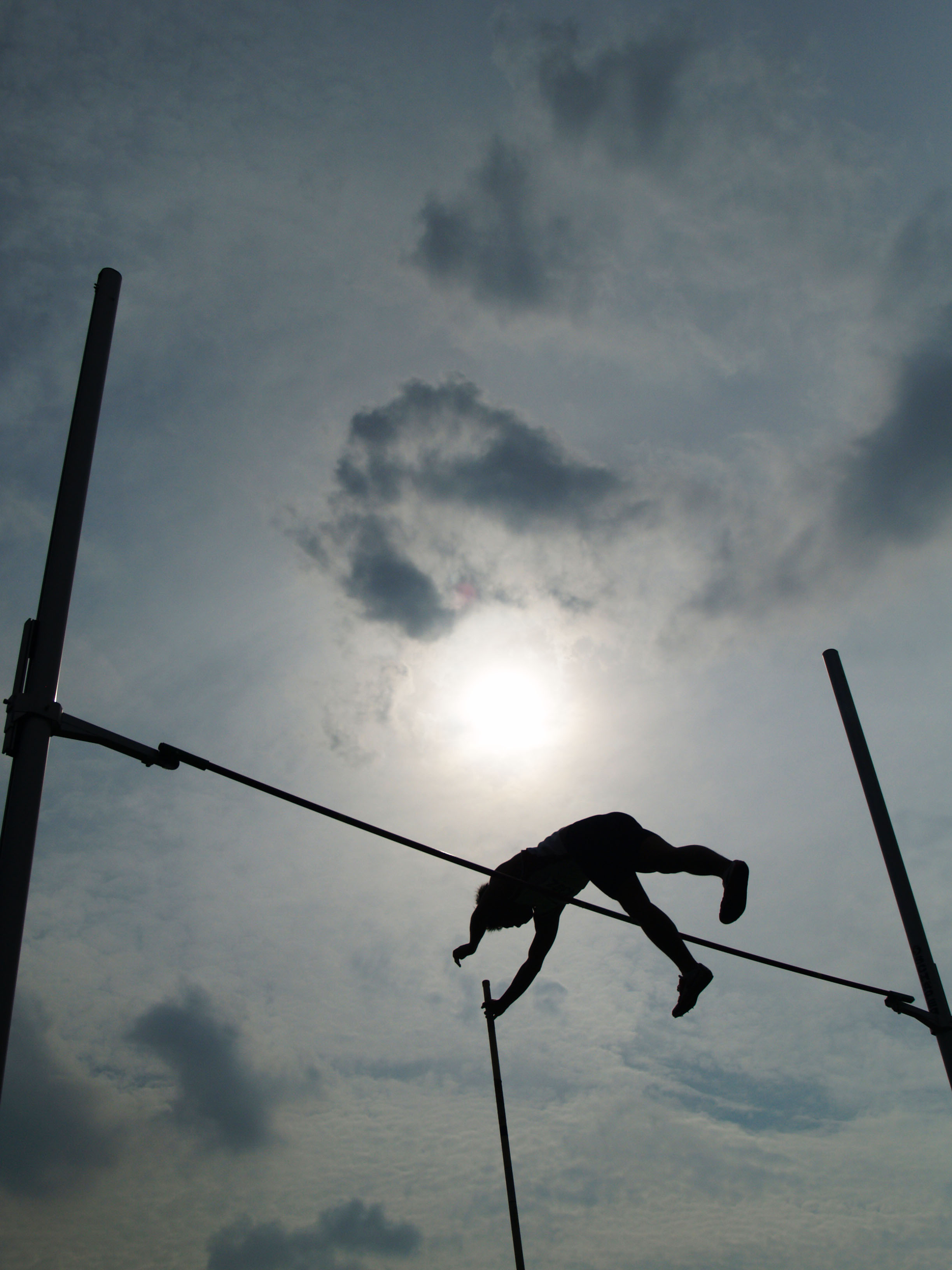
Perchiste franchissant une barre

La barre en athlétisme est un obstacle horizontal qui doit être franchi dans les deux sauts verticaux, la hauteur et la perche. La hauteur de la barre définit la hauteur du saut. Son nom a donné l'expression « mettre la barre haut », qui signifie donner un objectif élevé.
La barre a changé de forme et de matière au fil des années, et est désormais en plastique et de forme ronde, à ses extrémités sont accrochés deux taquets de plastique de forme carrée.